# Cesare Sermei

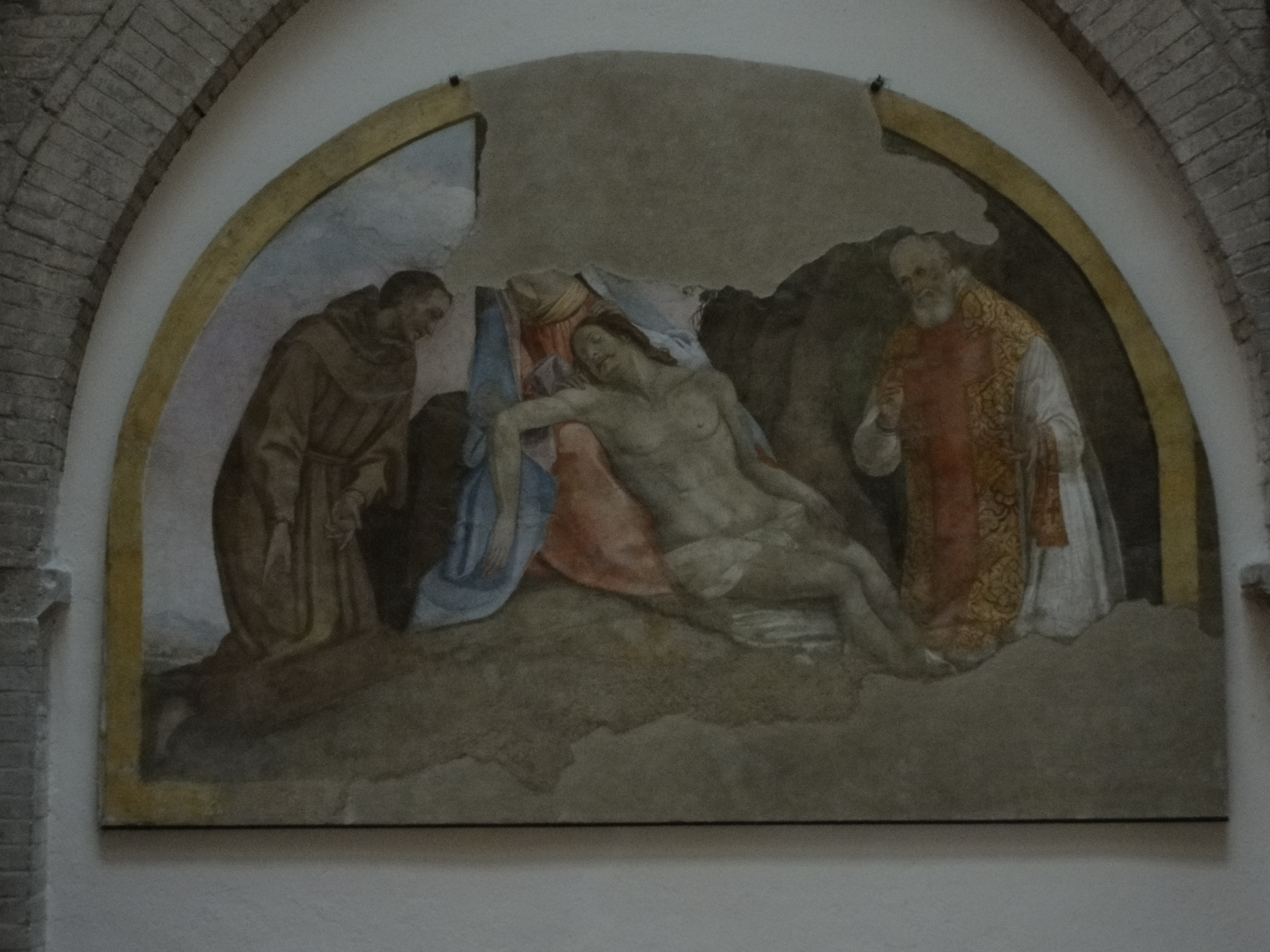
Pietà con i santi Francesco e Filippo Neri (tra il quarto e il quinto decennio del XVII sec.), frammento di affresco di Cesare Sermei, già nel chiostro dei morti, Sacro Convento, Assisi

Cesare Sermei (Città della Pieve, 1581 circa – Assisi, 1668) è stato un pittore italiano.

## Biografia

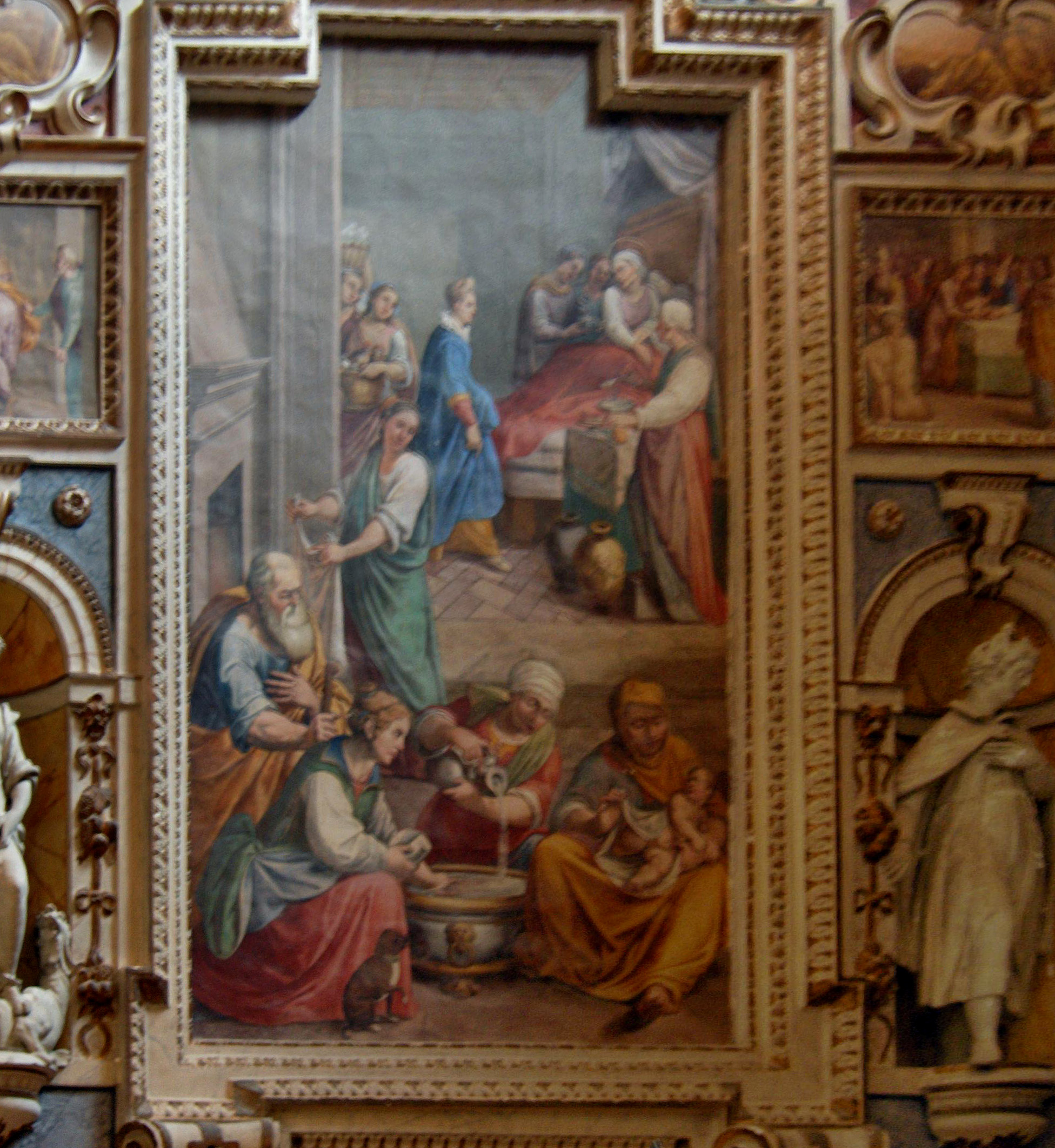
Nascita di San Giovanni Battista nella Basilica of Santa Maria degli Angeli, Assisi

Figlio del pittore Ferdinando Sermei si formò tra Orvieto e Roma presso la bottega di Cesare Nebbia.
Nel 1608 si stabilì ad Assisi e ne ottenne la cittadinanza tre anni più tardi. La carriera del Sermei è assai lunga e si sviluppa non solo ad Assisi, ma in tutta l'Umbria. Toccò le città di Todi, Perugia, Bastia Umbra, Foligno e Terni. Per quanto riguarda la sua attività nell'assisano è a lui che si devono gli ultimi lavori nella Basilica di San Francesco, (come il Giudizio Universale nel catino absidale della Basilica inferiore), nella Chiesa Nuova, nel Palazzo Vescovile, nella Basilica di Santa Maria degli Angeli, e nel Santuario di Rivotorto dove sono ancora esposte 12 dei suoi 16 tele in olio.
Sermei collaborava con altri artisti, per esempio Girolamo Martelli and Giacomo Giorgetti.
Il linguaggio del Sermei risulta molto espressivo e diretto; le opere da lui realizzate sono chiare, immediate, di facile comprensione. Egli utilizza lo spazio servendosi di elementi architettonici che servono da sfondo pur non avendo tuttavia, una forte apertura naturalistica; i veri protagonisti del dipinto sono sempre i personaggi realizzati in maniera maestosa, magniloquente e tuttavia umana. Nello stile del Sermei forte è l'influenza della tarda maniera romana, delle suggestioni di Giovanni Baglione prima e del Cavalier d’Arpino poi, da cui il Sermei prende spunto.